# Мурмуйжа (Беверинский край)
Мурмуйжа (латыш. Mūrmuiža) — населённый пункт на севере Латвии. Административный центр Беверинского края и Каугурской волости. Находится на реке Миега. Расстояние до города Валмиера составляет около 10 км.

## История
Населённый пункт возник у бывшего поместья Мурмуйжа.
В советское время населённый пункт входил в состав Каугурского сельсовета Валмиерского района.

## Достопримечательности
- Поместье Мурмуйжа (XIX век) с парком.
- Музей Зенты Маурини[1].